# Mercado de Hacienda de Liniers
El Mercado de Haciendas de Liniers, estaba ubicado en el barrio porteño de Mataderos, en Buenos Aires. Sus 30 hectáreas de pasarelas y corrales fueron el centro comercializador de haciendas vacunas en pie que abastecía a la industria frigorífica de Buenos Aires y el Gran Buenos Aires hasta el viernes 13 de mayo de 2022, en que se realizó allí la última venta. El mercado se trasladó entonces al denominado Mercado Agroganadero (MAG) ubicado en la localidad bonaerense de Cañuelas. 
En el año 1884, debido a los desbordes del Riachuelo las autoridades de la ciudad planean el traslado de los antiguos mercados a una zona más alejada; el lugar designado es un terreno ubicado en los solares cercanos a la estación Liniers.
Su construcción dio comienzo con la piedra fundamental el 14 de abril de 1889, siendo la única construcción una casilla de madera propiedad de José Michelini, quien había instalado una fonda y almacén ese mismo día hoy en la calle Lisandro de la Torre 2421. Pronto el rematador Publio Massini puso en venta los lotes, logrando un gran éxito. A fines de 1889 ya había veintidós manzanas vendidas.
En 1890 se aprueba el inicio de las obras de construcción de las nuevas instalaciones. En una primera etapa se inicia la construcción sobre ocho hectáreas y poco después se añaden otras doce más. Posteriormente, se forma una sociedad anónima encargada de la construcción y administración de los Nuevos Mercados Públicos de la Capital. Unos años más tarde, en 1897, se inaugura una escuela en la recova recién terminada y se vislumbra la terminación de la torre principal. 

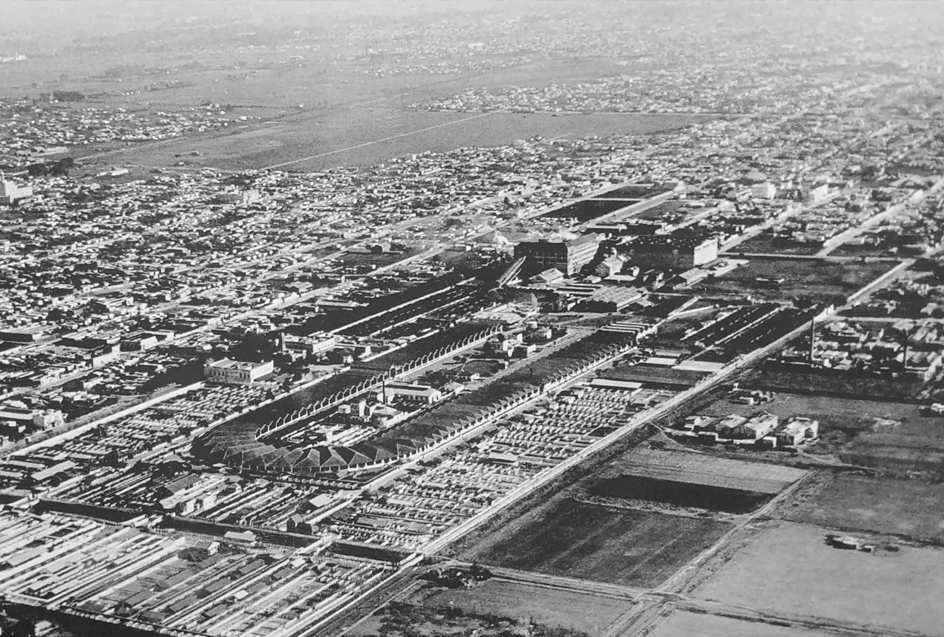
Fotografía aérea del mercado de hacienda de Liniers

Desde 1898 en adelante, empleados del mercado y nuevos pobladores comienzan a adquirir terrenos vecinos al mismo tiempo que en la zona se instalan nuevos servicios de transporte como el tranvía "La Capital", que uníría Liniers con el barrio de Flores con una estación ferroviaria dentro del mercado. Además, se inaugura un transporte de carnes que lleva su carga desde el mercado hasta Rivadavia y Lacarra, desde donde el frigorífico Anglo Argentino la distribuye en el mercado interno.
El barrio que empieza a surgir alrededor del mercado se conoce con el nombre de Nueva Chicago, debido a que los especialistas consideran que las nuevas instalaciones no tenían nada que envidiarle a las más modernas construcciones norteamericanas. En realidad, ese era el nombre oficial, mientras que las crónicas de la época lo denominan "Liniers" y la población simplemente "Mercados".